# 小富兰克林·德拉诺·罗斯福
小富兰克林·德拉诺·罗斯福（英語：Franklin Delano Roosevelt, Jr.，1914年8月17日—1988年8月17日）是一位美国政治人物。他是美国总统富兰克林·德拉诺·罗斯福和他妻子埃莉诺·罗斯福的第五个孩子。

## 个人生涯
他出生于他父母位于加拿大新不伦瑞克坎波贝洛岛的夏季别墅——现为纪念馆。他有一个同名的哥哥，出生于1909年11月，不过在7个月时候夭折。
1936年，年轻的小富兰克林感染了链球菌咽喉炎并伴发了严重的并发症。他最终通过百浪多息治愈了疾病，百浪多息是第一个问世的磺胺类药物，避免了白宫医务人员曾考虑的一个高风险手术治疗的过程，随后纽约时报和其他著名报纸，宣告美国进入了抗菌药时代。
他结过五次婚，包括实业家杜邦家族的埃塞尔·杜邦（1916-1965），兩人於1937年结婚，这次婚姻中他和埃塞尔生育了两个儿子，富兰克林·德拉诺·罗斯福三世（生于1938年）和克里斯托弗·杜邦·罗斯福（生于1941年）。1949年两人分居并正式离婚。埃塞尔·杜邦于1965年5月25日自杀，享年49岁。
他的其他妻子包括，苏珊·佩兰（第二任，1949年8月31日结婚，1970年离婚）、费利西亚·希夫·华·萨诺夫（第三任，1970年1月1日结婚，1976年离婚）、帕特里夏·路易莎·奥克斯（第四任，1977年5月6日结婚，1981年离婚）、琳达·麦凯·史蒂文森·魏克尔（第五任，1984年5月3日结婚，直到他去世）。
他总共有五个孩子，其他孩子包括南希·罗斯福·爱尔兰、劳拉·德拉诺·罗斯福和约翰·A·罗斯福。
小富兰克林·德拉诺·罗斯福1988年8月17日死于纽约州波基普西市，享年74岁，死因是肺癌。

## 教育、职业和政治生涯
他在二战时期是一名美国海军少校并在卡萨布兰卡战斗中有英勇表现。
他1933年毕业于格罗顿学校，1937年毕业于哈佛大学，1940年6月毕业于弗吉尼亚大学法学院。在他毕业时，他的父亲罗斯福总统于1940年6月10日在弗吉尼亚大学毕业典礼上发表演讲，他在演讲中对于当天意大利总理墨索里尼向英国和法国宣战表示愤怒，他说：“1940年6月10日这一天，手持匕首的人从背后对他的邻居捅了一刀！”
小罗斯福曾是美国国会议员，在1949年至1955年他当选纽约第20选区的纽约自由党议员，后来又当选为民主党议员。
他在1954年参与民主党党内的州长竞选，但在民主党大会他被提名参选纽约州总检察长的竞争。罗斯福在竞争中被共和党的雅各布·K·贾维茨击败，但其他所有民主党被提名人都当选。

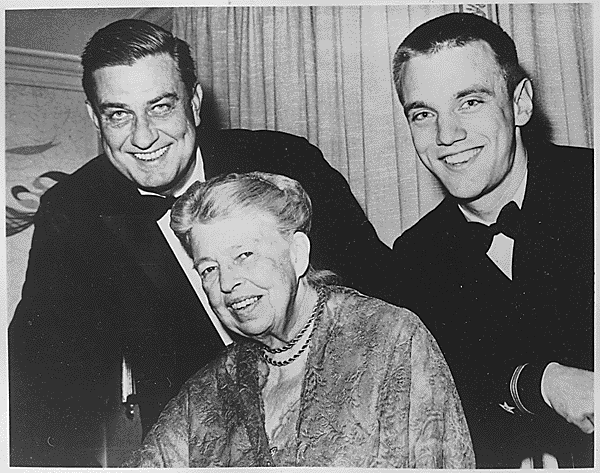
小富兰克林·德拉诺·罗斯福和母亲及長子富兰克林·德拉诺·罗斯福三世合影，1962年

他是1960年约翰·肯尼迪在西弗吉尼亚州竞选时的主要成员，后来肯尼迪总统任命他为商务部副部长和阿巴拉契亚委员会主席。他当商务部副部长时，国防部长罗伯特·麦克纳马拉曾提名他为海军部长。
他在1966年竞选纽约州州长，但被共和党的纳尔逊·洛克菲勒击败。
他曾于1965年5月26日至1966年5月11日担任公平就业机会委员会主席。
在担任国会议员之前，他曾工作于罗斯福和弗赖登在纽约的律师事务所。
他还有一个小型牛场和一辆进口菲亚特汽车（菲亚特的老板贾尼·阿涅利是他的朋友）。